# Élections générales britanniques de 1964
Les élections générales britanniques de 1964 se déroulent le jeudi 15 octobre 1964. Elles aboutissent au retour au pouvoir du Parti travailliste après treize années dans l'opposition.
Ces élections se déroulent dans un contexte politique mouvementé, plusieurs scandales visant des personnalités du Parti conservateur ayant même conduit à la démission d'Harold Macmillan un an plus tôt, notamment l'affaire Profumo. Ainsi, pour la première fois depuis les élections générales de 1900, un Premier ministre était issu de la Chambre des lords. Les échecs en politique étrangère des conservateurs ont également joué un rôle dans la démission de Macmillan.
Victorieux d'une très courte majorité, Harold Wilson devenait le plus jeune Premier ministre depuis Archibald Primrose en 1894. Cette élection marquait également le départ de la Chambre des communes de plusieurs personnalités importantes, notamment Rab Butler et Winston Churchill, qui quittait la chambre après plus de soixante ans à y siéger.

## Sondages

Intentions de votes

## Résultats
|                          |                                     |            |       |      |        |               |  |  |  |
| Parti                    | Parti                               | Votes      | %     | +/-  | Sièges | +/-           |  |  |  |
|                          | Parti travailliste                  | 12 205 808 | 44,13 | 0,29 | 317    | 59            |  |  |  |
|                          | Parti conservateur                  | 12 002 642 | 43,40 | 5,95 | 304    | 61            |  |  |  |
|                          | Parti libéral                       | 3 099 283  | 11,21 | 5,32 | 9      | 3             |  |  |  |
|                          | Républicains irlandais indépendants | 101 628    | 0,37  | Nv   | 0      | en stagnation |  |  |  |
|                          | Plaid Cymru                         | 69 507     | 0,25  | 0,03 | 0      | en stagnation |  |  |  |
|                          | Parti national écossais             | 64 044     | 0,23  | 0,15 | 0      | en stagnation |  |  |  |
|                          | Parti communiste                    | 46 442     | 0,17  | 0,06 | 0      | en stagnation |  |  |  |
|                          | Libéraux indépendants               | 16 064     | 0,06  | Nv   | 0      | en stagnation |  |  |  |
|                          | Travaillistes républicains          | 14 678     | 0,05  | Nv   | 0      | en stagnation |  |  |  |
|                          | Conservateurs indépendants          | 6 459      | 0,02  | Nv   | 0      | en stagnation |  |  |  |
|                          | Parti national britannique          | 3 410      | 0,01  | Nv   | 0      | en stagnation |  |  |  |
|                          | Autres partis                       | 13 216     | 0,05  | –    | 0      | en stagnation |  |  |  |
|                          | Indépendants                        | 18 677     | 0,07  | 0,03 | 0      | 1             |  |  |  |
|                          |                                     |            |       |      |        |               |  |  |  |
| Votes valides            | Votes valides                       | 27 657 148 | 99,99 |      |        |               |  |  |  |
| Votes blancs et nuls     | Votes blancs et nuls                | 4 144      | 0,01  |      |        |               |  |  |  |
| Total                    | Total                               | 27 661 292 | 100   | –    | 630    | en stagnation |  |  |  |
| Abstentions              | Abstentions                         | 8 232 762  | 22,94 |      |        |               |  |  |  |
| Inscrits / participation | Inscrits / participation            | 35 894 054 | 77,06 |      |        |               |  |  |  |